# Bugatti Veyron 16.4

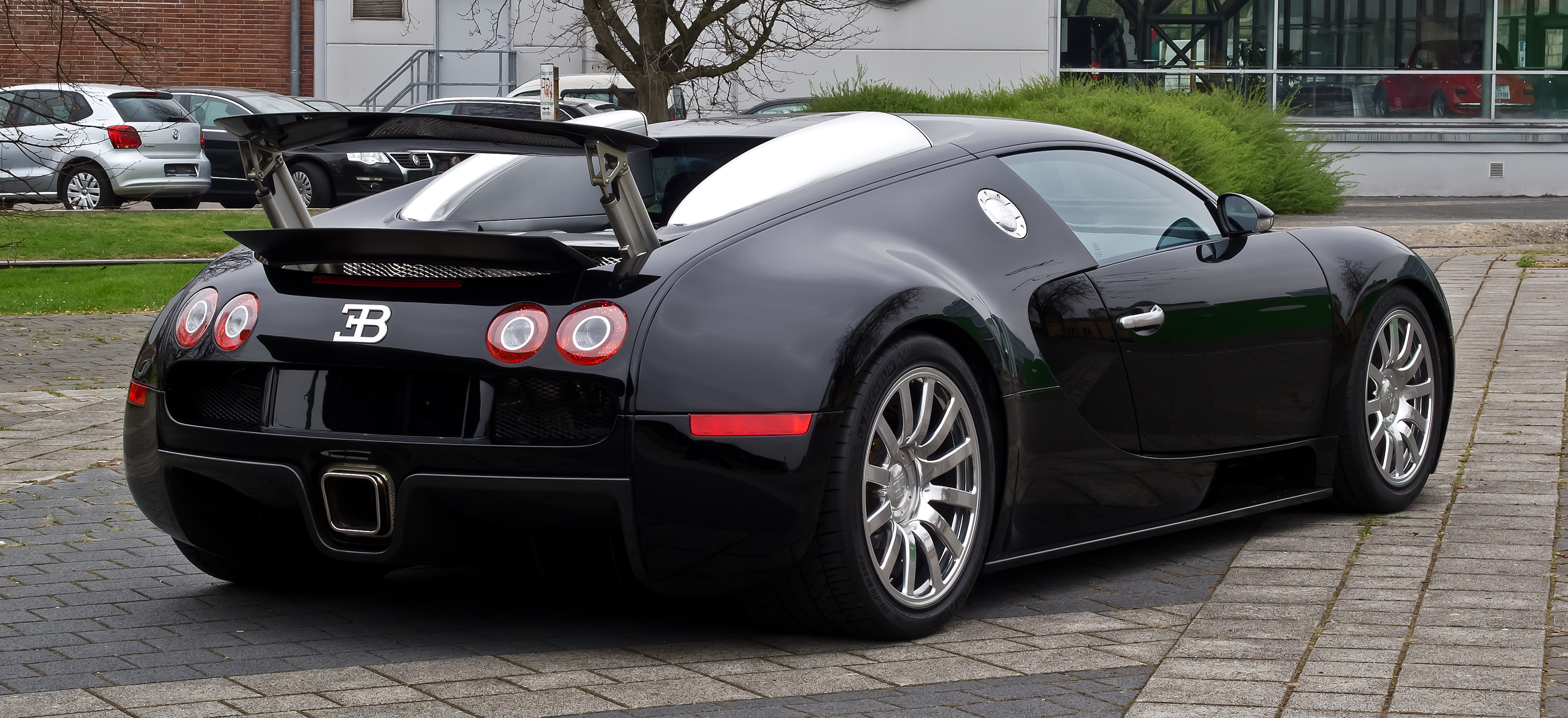
Heckansicht

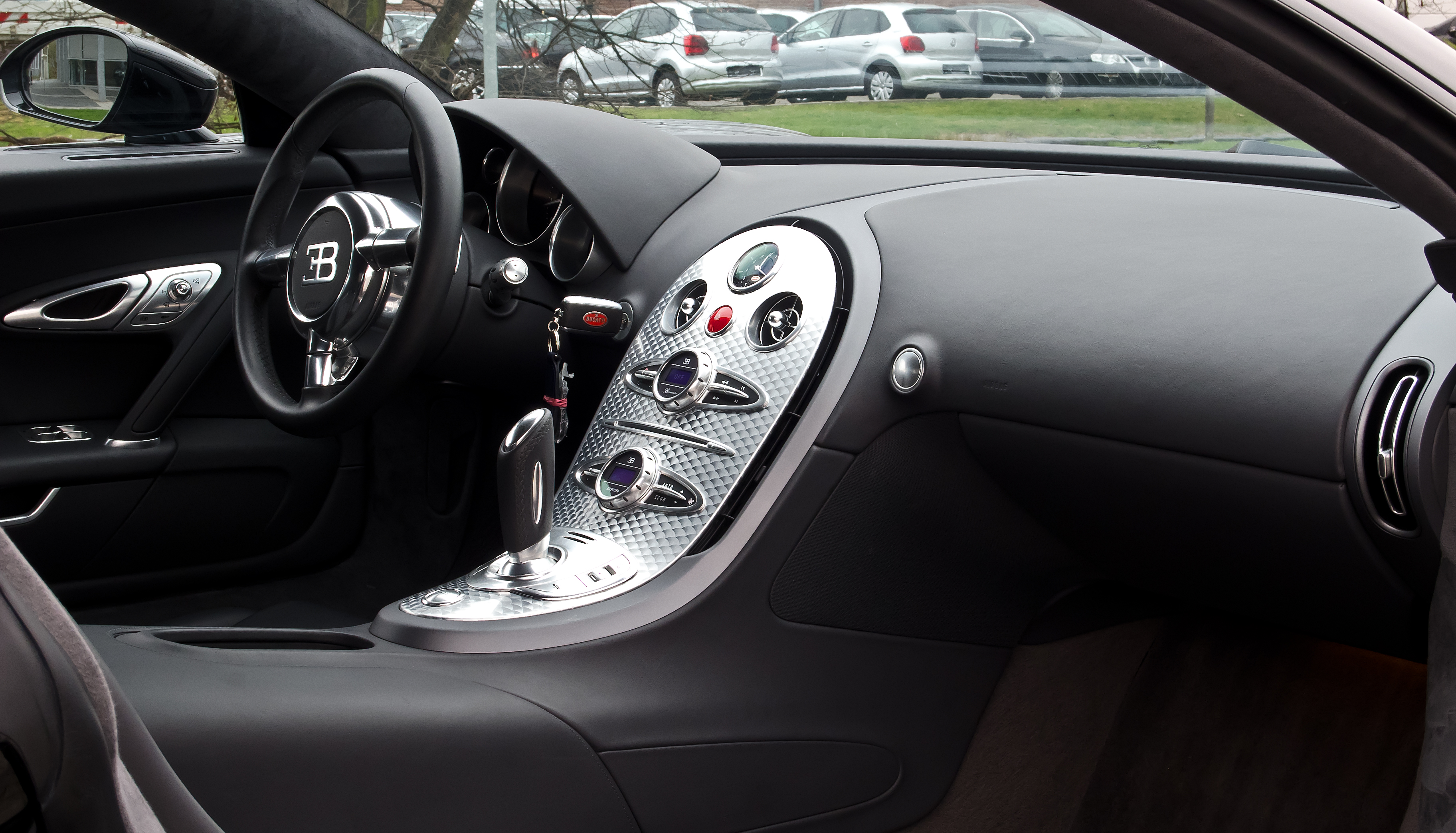
Innenraum

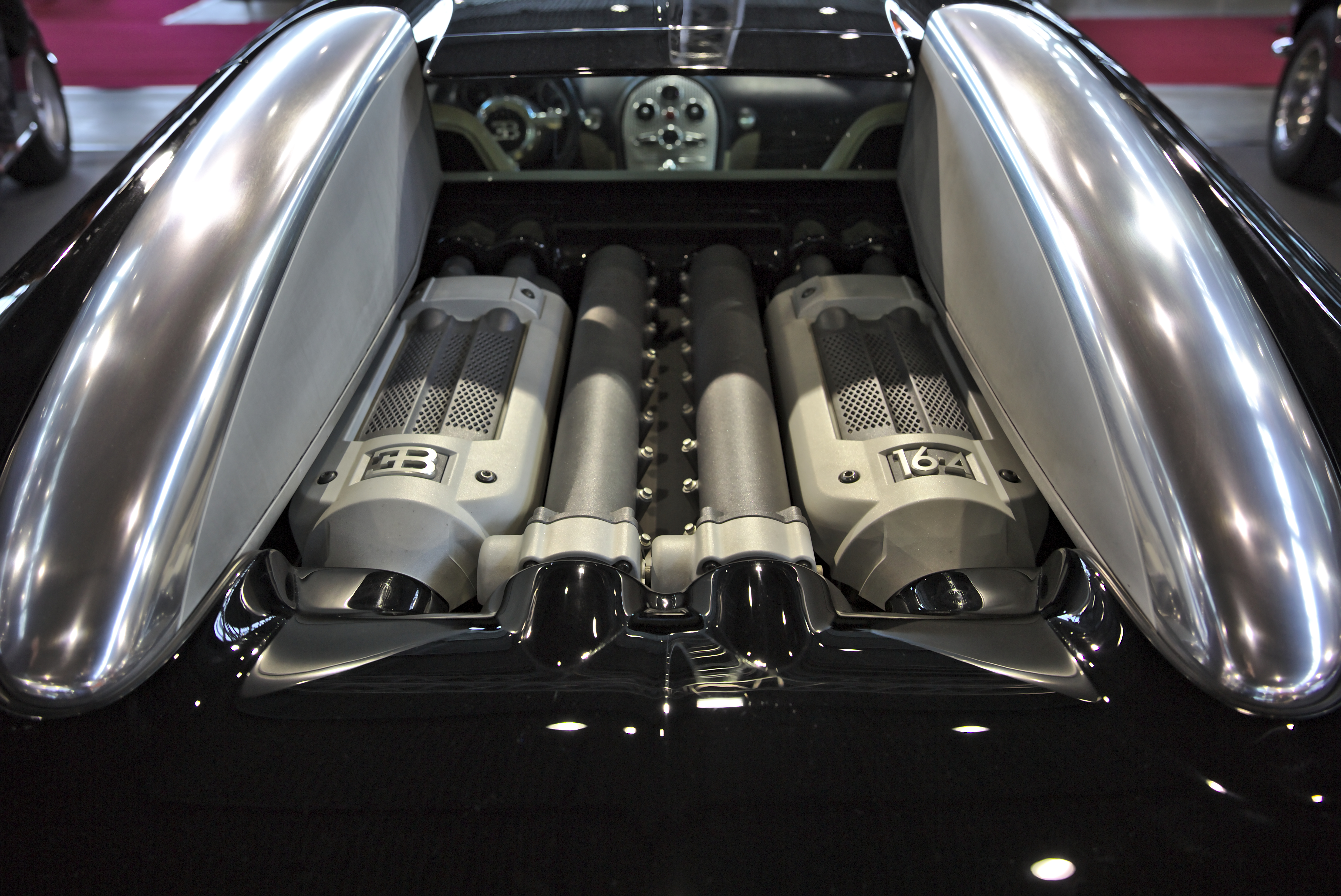
W16-Motor

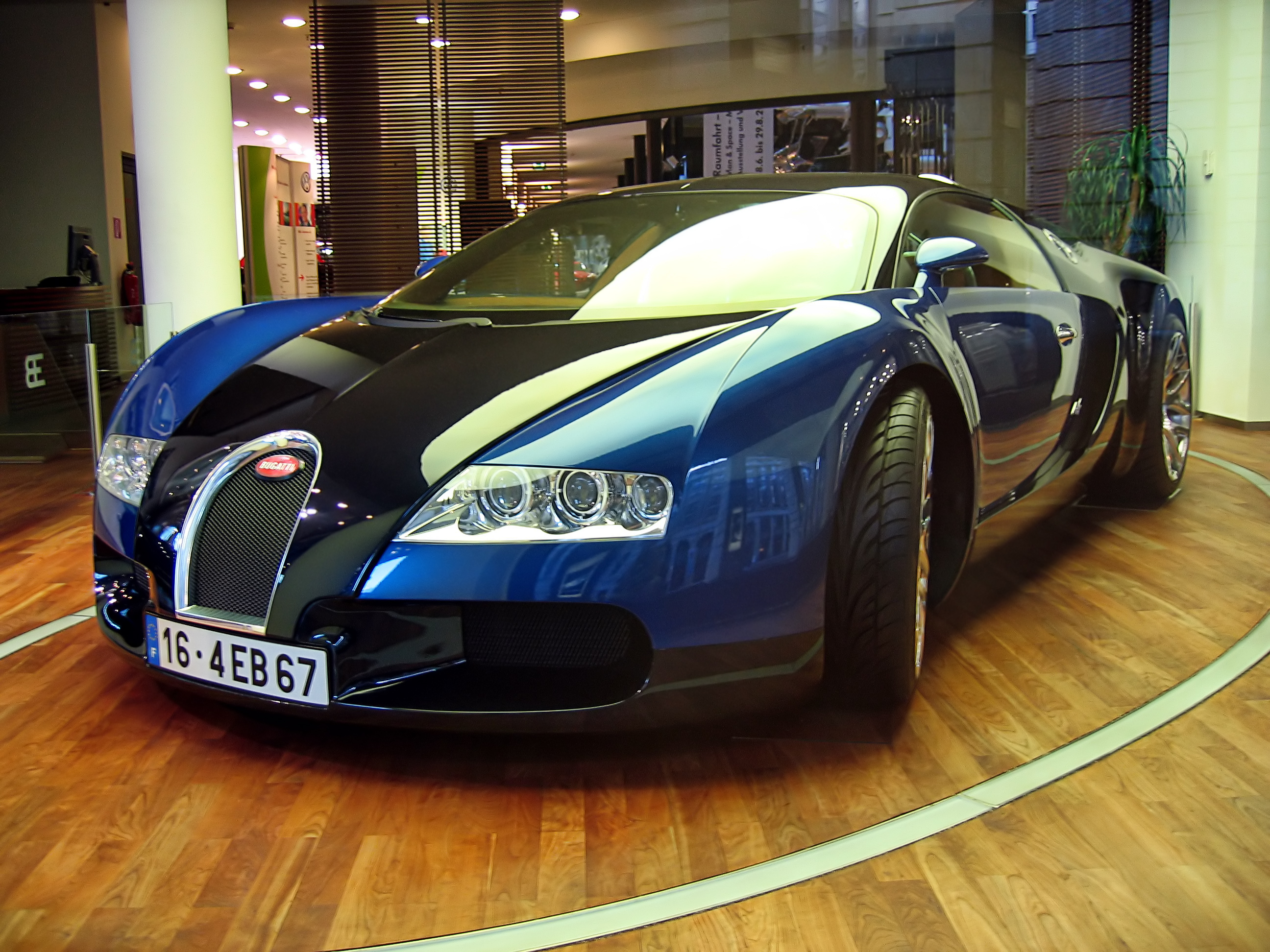
Veyron 16.4-Konzeptstudie

Der Bugatti Veyron 16.4 ist ein deutsch-französischer Supersportwagen des Herstellers Bugatti Automobiles SAS mit Sitz in Molsheim (Elsass), der von der Bugatti Engineering GmbH in Wolfsburg entwickelt wurde. Mit ihm wurden mehrere Geschwindigkeitsrekorde gebrochen. Das Grundkonzept für das Fahrzeug basiert auf einem technischen Entwurf von Bugatti-Chef-Ingenieur Frank Götzke.

## Hintergrund

### Besonderheiten
In der Modellvariante Bugatti Veyron 16.4 Super Sport (seit 2010) vereint das Fahrzeug etliche Superlative und Besonderheiten. Dazu zählen unter anderem die namensgebenden 16 Zylinder des 530 kg schweren Mittelmotors (640 kg mit Getriebe), die Anordnung der Zylinder in V-VR-Form (kein echter W-Motor), das 110 kg schwere Siebenganggetriebe mit Doppelkupplung, die maximale Leistung von 883 kW (1200 PS), die Höchstgeschwindigkeit von 431 km/h, die vier Turbolader, insgesamt zehn Kühler, der Maximalverbrauch von bis zu 100 Litern auf 100 km, das maximale Drehmoment von 1500 Nm und die Beschleunigung von 0 auf 100 km/h in 2,5 Sekunden.
Durch Telemetrie stehen die Daten des Fahrzeugs am Bugatti-Firmensitz zur Verfügung.
Um das schwere Fahrzeug sicher abbremsen zu können, werden Carbon-Keramik-Bremsscheiben eingebaut, die den Wagen aus 100 km/h in 2,3 Sekunden auf einer Strecke von 31,4 m zum Stehen bringen. Bei Geschwindigkeiten über 240 km/h wird ab einer Bremspedalzeit von 0,4 s automatisch, wie beim Mercedes-Benz SLR McLaren, der Heckflügel steiler gestellt, wodurch der Auftrieb verringert oder der Anpressdruck des Autos erhöht wird.

### Vorgeschichte
Im Mai 1998 erwarb der Volkswagen-Konzern die Markenrechte am ehemaligen Automobilhersteller Bugatti. Noch im Oktober desselben Jahres wurde ein erstes Konzeptfahrzeug zur Wiederbelebung der Marke vorgestellt, das viersitzige Coupe EB  118. Im Jahr 1999 folgten die Studien EB 218, eine viertürige Limousine und der Mittelmotorsportwagen EB 18/3 Chiron. Die Idee einer viertürigen Limousine wurde 2009 für den 16C Galibier aufgegriffen, aber nicht verwirklicht, während der Nachfolger des Veyron den Namen Chiron erhielt. Alle drei Studien hatten noch den ursprünglich vorgesehenen 18-Zylinder-W-Motor mit drei Zylinderbänken, bevor dieses Konzept aufgrund technischer Probleme verworfen wurde.
Auf der Tokyo Motor Show 1999 wurde schließlich die Studie des Veyron präsentiert, zu diesem Zeitpunkt allerdings noch unter dem Namen „Bugatti Veyron EB 18.4“. Diese kam äußerlich dem späteren Serienmodell nahe, war aber noch mit einem 18-Zylinder-Motor ausgestattet.
Die Entscheidung zur Serienproduktion traf der Volkswagen-Konzern 2001. Der erste fahrbereite Prototyp wurde im August 2003 fertiggestellt. Er gleicht bis auf wenige Details dem späteren Serienmodell. Bei der Entwicklung zur Serienreife waren jedoch erhebliche technische Probleme zu lösen, so dass der Fertigungsbeginn wiederholt verschoben wurde und sich bis zum September 2005 hinauszögerte.

### Namensgebung
Der Name des Supersportwagens stammt vom französischen Rennfahrer Pierre Veyron, der zwischen 1933 und 1953 aktiv war. Er wurde 1932 von Ettore Bugattis Sohn eingestellt. Veyron wurde Testfahrer, Entwicklungsingenieur und optimierte fortan erfolgreich die Rennwagen von Bugatti.
Das Suffix 16.4 gibt Hinweis auf die Anzahl der Zylinder und der Abgasturbolader.

## Technik

### Design/Aerodynamik

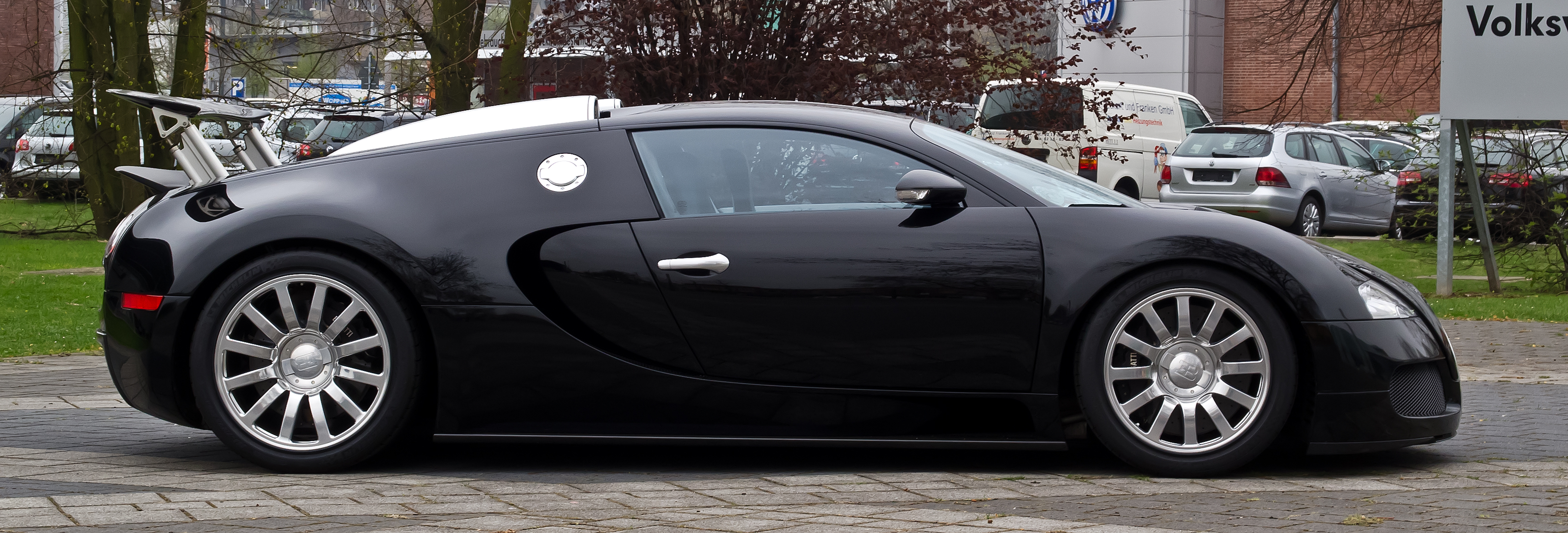
Die runde Karosseriebauform ist bei der Seitenansicht gut erkennbar

Das Design des Fahrzeugs wurde 1999 vom damaligen Volkswagen-Designchef Hartmut Warkuß in Zusammenarbeit mit dem damals erst 26-jährigen Nachwuchsdesigner Jozef Kabaň – dem späteren Leiter Außendesign von Audi, zwischenzeitlichen Designchef von Škoda, später BMW und heutigem Designchef von Rolls-Royce – entwickelt und bis zum Ende der Serienproduktion betreut. Das Interieur Design entwarf Tomasz Bachorski, der heutige Leiter des Interieur Designs der Marke Volkswagen. Das Design des Wagens führte dabei zu Problemen bei der technischen Umsetzung: Die eher runde Form der Karosserie erzeugte Aerodynamiknachteile, weil sie für die geplante maximale Geschwindigkeit von über 400 km/h nicht optimal ist. Der Strömungswiderstandskoeffizient (cw) des Veyron ist für einen Sportwagen relativ hoch und liegt in der normalen Konfiguration mit 0,393 zwischen dem eines VW New Beetle (0,38) und eines VW Golf I (0,41).
In der produzierten Version hilft ein hydraulisch ausfahrbarer Heckflügel, den Wagen bei hohen Geschwindigkeiten zu stabilisieren. Das erhöht den Luftwiderstand, womit eigentlich mehr als die vorgesehenen 736 kW notwendig wären, um die projektierte Geschwindigkeit zu erreichen. Dieses Problem wurde durch die Einführung des sogenannten „Speed-Keys“ gelöst: In normaler Einstellung erreicht der Wagen 375 km/h, mit dem Speed-Key (eine Art zweiter Zündschlüssel links neben dem Fahrersitz) wird der Wagen abgesenkt auf vorne 65 mm und hinten 70 mm Bodenfreiheit, womit eine Keilform erreicht wird. Der Heckflügel wird auf 2°-Stellung gefahren, um den Luftwiderstand zu senken, zusätzlich werden die vorderen Diffusorklappen geschlossen, um den Luftwiderstand weiter zu senken. So kann die Höchstgeschwindigkeit um den Preis einer weitaus schlechteren Handhabung erreicht werden.
In dieser Konfiguration sinkt der cw-Wert auf 0,36, was im Vergleich zu anderen Serienfahrzeugen recht hoch ist und dem eines Geländewagens wie dem Subaru Forester entspricht. Allerdings steht dieser Wert in unmittelbarem Zusammenhang mit dem benötigten Abtrieb, der für einen ausreichenden Anpressdruck erforderlich ist und der Notwendigkeit, den Motor ausreichend zu kühlen, um Alltagstauglichkeit zu erreichen, die anderen Supersportwagen fehlt, die in ähnliche Geschwindigkeitsbereiche vordringen.

### Motor und Getriebe

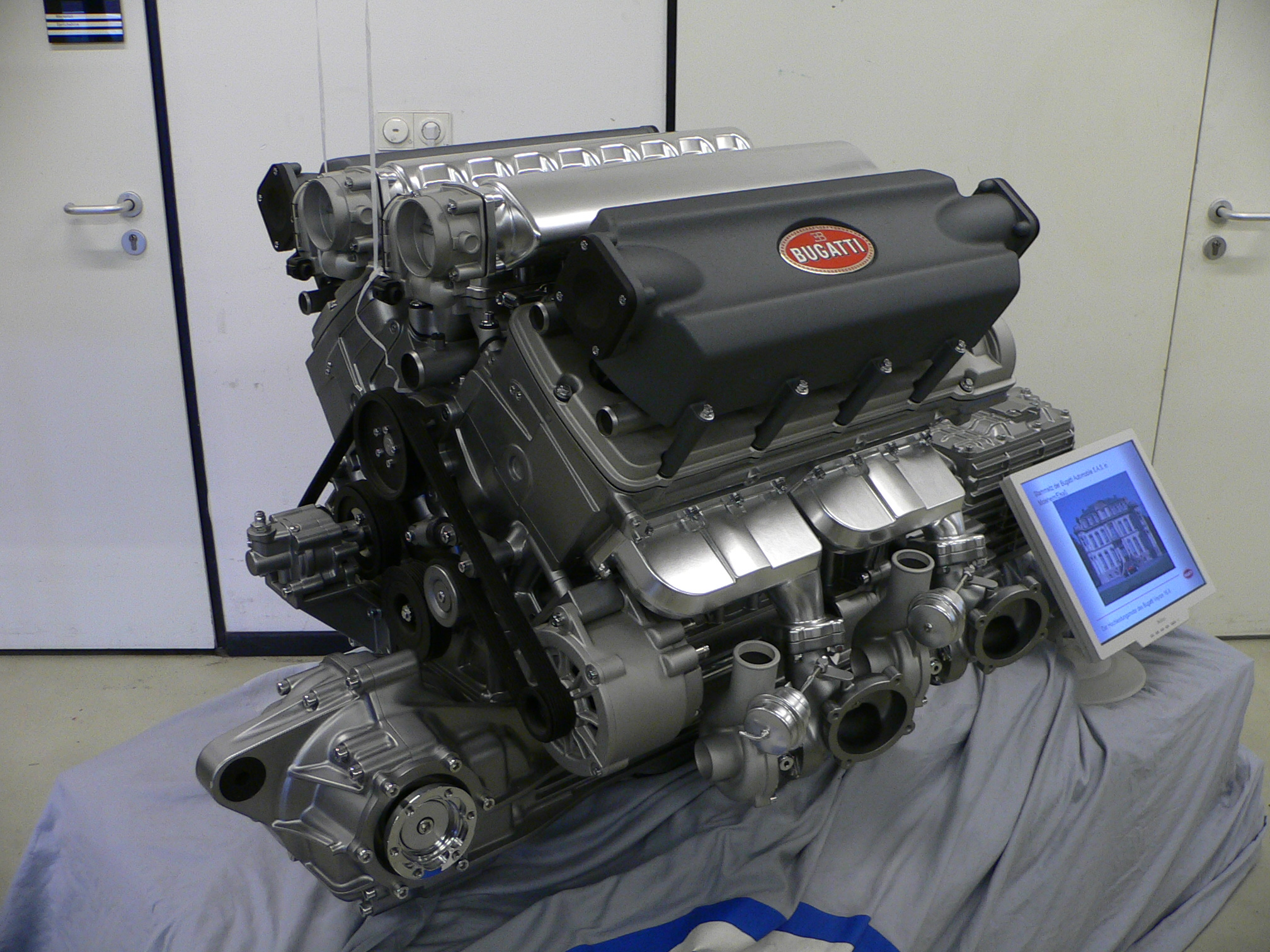
Bugatti-W16-Motor mit zwei VR8-Zylinderbänken

Ein weiteres Problem war der Platzbedarf des Motors. Er war ursprünglich geplant als 18-Zylinder-Motor mit drei 6-Zylinderbänken, auf einen gemeinsamen Kurbeltrieb wirkend (diese Anordnung entspricht einem echten W-Motor), jedoch konnte das Konzept nicht verwirklicht werden. Realisiert wurde schließlich ein unechter W-Motor mit 16 Zylindern, das heißt ein Doppel-V-Motor mit zwei VR8-Zylinderbänken (15 Grad Zylinderwinkel und 90 Grad Bankwinkel). Zudem ist der Motor mit vier Turboladern ausgestattet. Der Motor wird im niedersächsischen Motorenwerk Salzgitter der Volkswagen AG gefertigt.
Die ersten Prototypen der dann finalen 16-Zylinder-Variante wurden vom Motorenbauer Dr. Schrick GmbH (heute AVL Schrick GmbH) in Remscheid fertiggestellt.
Das Getriebe war eine weitere Herausforderung. Das Ziel eines leichten, kleinen und langlebigen Getriebes kollidierte mit dem angestrebten maximalen Drehmoment von 1250 Nm. Es handelt sich beim Getriebe um ein von Ricardo entwickeltes Doppelkupplungsgetriebe. All diese Maßnahmen führen zu einem Leergewicht von fast zwei Tonnen anstelle der geplanten 1550 kg und somit zu erhöhtem Kraftstoffverbrauch.
Der Ölwechsel kostet 21.000 Dollar und dauert ganze 27 Stunden. Die Mechaniker müssen 16 verschiedene Ablassschrauben öffnen, um das Trockensumpfölsystem mit frischem Öl füllen zu können. Außerdem müssen dafür zuvor mehrere Bauteile entfernt werden, das auch um den Luftfilter zu prüfen.

### Kühlsystem
Der Veyron benötigt zwei Kühlwasserkreisläufe (40 l und 15 l) mit insgesamt zehn Kühlern, um bei Höchstgeschwindigkeit und im Stop-and-go-Verkehr nicht zu überhitzen. Zudem wird bei Erreichen einer bestimmten Kühlertemperatur der Heckflügel auf 2°-Stellung gefahren, um den Motorraum zusätzlich zu belüften (im Topspeed-Modus direkt).
Der größere Primärkreislauf mit drei Kühlern im Vorderwagen und 40 l Kühlflüssigkeit dient zur Kühlung des Motors. Der zweite, kleinere Kreislauf dient als „Niedertemperatur-Kreislauf“ zur Kühlung der Ladeluft mit drei Kühlern und zwei von außen sichtbaren Wärmetauschern auf dem Motor. Die übrigen Kühler dienen zur Kühlung von Differential, Getriebe, Motoröl und Klimaanlage.

### Reifen und Sicherheit
Aufgrund der besonderen Anforderungen mit möglichen Geschwindigkeiten von über 400 km/h entwickelte der Reifenhersteller Michelin eigens für den Veyron neue Hochgeschwindigkeitsreifen. Die Suche nach einem Kompromiss aus Straßentauglichkeit und Belastbarkeit nahm knapp fünf Jahre Entwicklungszeit in Anspruch. Die Reifen vom Typ Michelin Pilot Sport PAX sind dabei hauptsächlich für trockene Straßenverhältnisse ausgelegt und aufgrund ihrer Breite und ihres Profils nur eingeschränkt regentauglich.
Auch der Vorderwagen musste überarbeitet werden, um den hohen Crash- und Qualitätsstandards des Volkswagen-Konzerns zu genügen. Das war ebenfalls mit hohem Aufwand verbunden, vor allem weil die Karosserie hauptsächlich aus kohlenstofffaserverstärktem Kunststoff besteht.

### Höchstgeschwindigkeit
Ende April 2005 überschritt der Bugatti Veyron auf dem Volkswagen-Prüfgelände in Ehra-Lessien unter Aufsicht des TÜV mehrmals die Grenze von 400 km/h. Die bei diesen Tests ermittelte durchschnittliche Höchstgeschwindigkeit betrug 408,47 km/h, die in den Zulassungspapieren eingetragene Höchstgeschwindigkeit liegt bei 407 km/h. Damit löste er den Dauer 962 LM als schnellsten Seriensportwagen der Welt ab. Nach einer Messung des SSC Ultimate Aero TT am 13. September 2007 durch das Guinness-Buch der Rekorde, bei der eine absolute Höchstgeschwindigkeit von 412 km/h ermittelt wurde, war er vorübergehend nicht mehr der schnellste Wagen mit Straßenzulassung.
Anfang Mai 2010 kündigte Ferdinand Piëch während einer Lehrveranstaltung an der TU Wien an, dass in Zukunft eine weiterentwickelte Variante des Veyron mit 883 kW (1200 PS) in Serie gehen werde. Diese neue Variante mit dem Namen Bugatti Veyron Super Sport mit 883 kW (1200 PS) hat am 26. Juni 2010 einen neuen Geschwindigkeitsrekord mit durchschnittlich 431,072 km/h aufgestellt (in eine Richtung sogar 434,211 km/h), jedoch mit speziell dafür angefertigten Reifen. Dieses Automodell galt seither wieder als das schnellste Serienfahrzeug mit Straßenzulassung; die Verkaufsversion des Super Sport hat die gleiche Technik wie die „Rekord-Version“, wird aber aufgrund der Reifen bei „nur“ 415 km/h elektronisch abgeregelt.
Im April 2013 wurde sein Status als schnellster Serienwagen vom Guinness-Buch der Rekorde erneut überprüft und bestätigt. Seither haben andere straßenzugelassene Fahrzeuge wie Badd GT (modifizierter Ford GT) oder Koenigsegg Agera RS höhere Geschwindigkeiten erreicht, allerdings konnte keines den Veyron SS als schnellsten Serienwagen im Guinness-Buch der Rekorde ablösen.
Zum 100. Geburtstag von Bugatti kamen Spekulationen über ein Sondermodell mit der Bezeichnung Centenaire auf, dem eine Leistungssteigerung auf 993 kW (1350 PS) und eine Höchstgeschwindigkeit von 480 km/h nachgesagt wurde. Diese Gerüchte wurden aber nicht bestätigt; vielmehr entpuppte sich der Centenaire als eine zwar speziell ausgestattete, technisch aber unveränderte Variante des Veyron.

### Serienfertigung
Im elsässischen Dorlisheim bei Molsheim war eine jährliche Produktion von etwa 70 Fahrzeugen vorgesehen. Insgesamt wurden bis zum Sommer 2011 nur 300 Exemplare produziert. Anschließend endete die Produktion des Coupés. Die Wartezeit betrug mehr als ein halbes Jahr, doch jeder, der bar zahle, könne den Wagen spätestens nach einem Monat abholen, garantierte der ehemalige Bugatti-Chef Thomas Bscher.
Die technischen Probleme verlängerten nicht nur die Entwicklungszeit, sondern steigerten auch die Entwicklungskosten. Der Stückpreis lag bei rund 1,309 Mio. Euro; es war nicht geplant Gewinne einzufahren. Tatsächlich betrug der zwischen 2005 und 2013 durch die Modellreihe erwirtschaftete Gesamtverlust laut britischen Medienberichten rund 1,4 Mrd. GBP (etwa 1,7 Mrd. Euro), der Verlust pro Fahrzeug wurde mit rund 3,9 Mio. GBP (etwa 4,7 Mio. Euro) angegeben.
Nach Aussage des damaligen VW-Vorstandsvorsitzenden Bernd Pischetsrieder wollte Volkswagen mit dem Bugatti Veyron seine „technische Kompetenz“ beweisen, so wie andere Autokonzerne das für weitaus mehr Geld im Rennsport täten.

### Nachfolger
Der ab 2016 gebaute Nachfolger des Veyron mit dem Namen Chiron sollte die technischen Superlative des Veyron noch übertreffen, wobei die Motorleistung auf 1103 kW (1500 PS) angehoben wurde. Darüber hinaus wurde auch das Drehmoment auf 1600 Nm gesteigert. Trotz des Leistungszuwachses war dabei geplant, den Kraftstoffverbrauch auf unter 20 Liter pro 100 Kilometer sowie den CO2-Ausstoß auf rund 450 Gramm pro Kilometer zu senken.

## Modellvarianten

### Technisch identische Sondermodelle
Vom Veyron wurden zahlreiche Sondermodelle aufgelegt, die sich vom Grundmodell jeweils durch besondere Außen- und Innengestaltung abheben, technisch jedoch identisch sind. Sie werden jeweils in sehr kleinen Stückzahlen angeboten.

#### Pur Sang

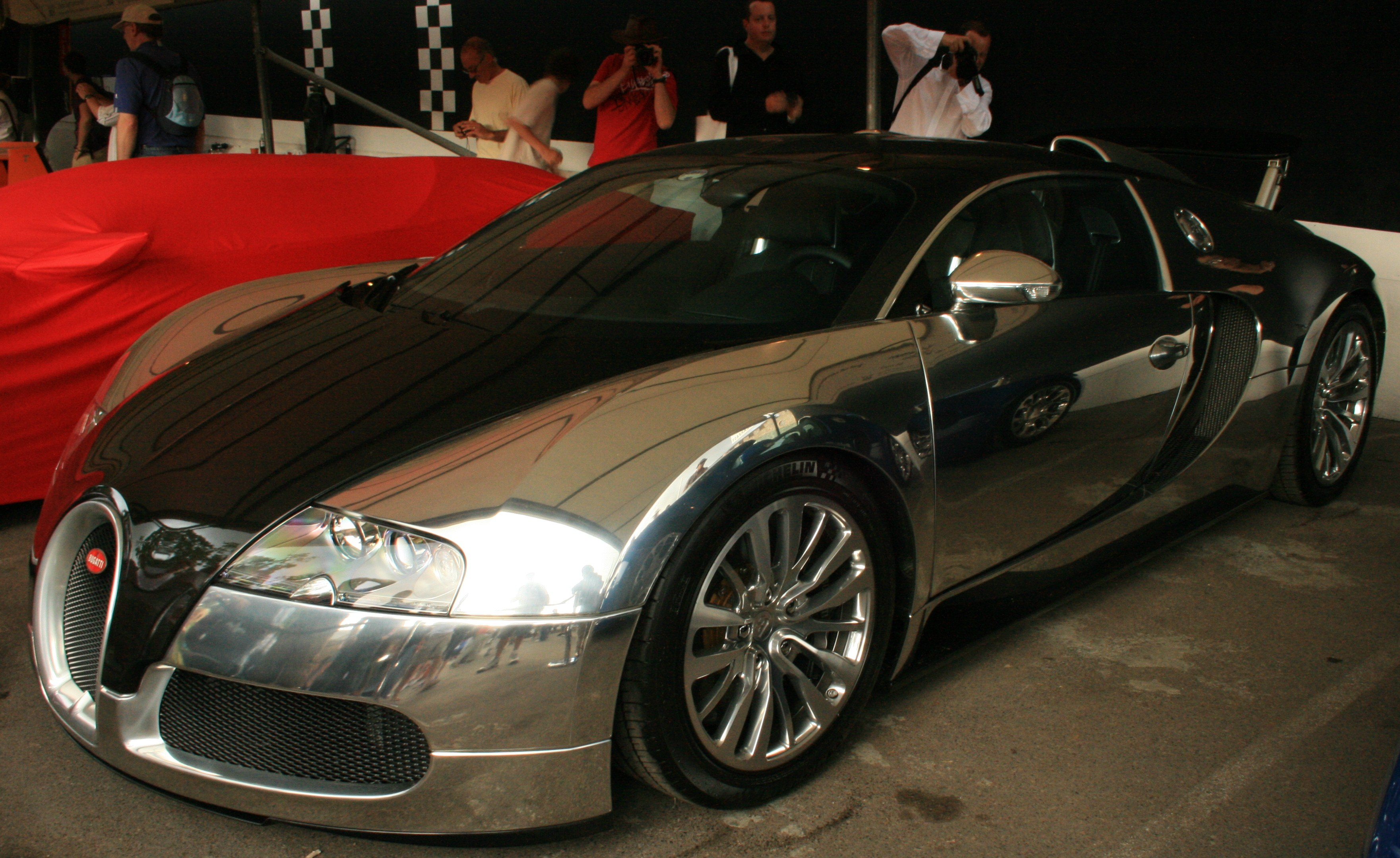
Veyron Pur Sang

Anlässlich der IAA 2007 in Frankfurt wurde der Veyron Pur Sang (deutsch Vollblut) vorgestellt, von dem eine Kleinserie von fünf Stück hergestellt wird. Er unterscheidet sich vom Standard-Veyron dadurch, dass auf die übliche Zweiton-Lackierung verzichtet wird. Dadurch werden die Karosserieteile in ihrer eigenen Materialbeschaffenheit sichtbar, als einzige Oberflächenveredelung wurden die Aluminiumteile (Kotflügel und Seitenanbauteile) poliert und die CFK-Teile (alle Hauptkomponenten) klarlackiert. Der Preis beträgt 1,4 Millionen Euro (netto) statt der 1,3 Millionen des Serienmodells; alle fünf geplanten Exemplare waren bereits am Tag nach der Präsentation verkauft.

#### Pegaso
Diese Sonderedition des Veyron wurde für einen in Dubai wohnhaften, reichen Ukrainer angefertigt. Laut vereinzelten Berichten bekam der Pegaso eine Leistungssteigerung von den ursprünglichen 736 kW (1001 PS) auf 883 kW (1200 PS), was ihn genauso stark wie den Super Sport macht. Der Name „Pegaso“ hat seinen Ursprung im Namen eines spanischen Bus-Herstellers, welcher früher Luxusautomobile wie den Pegaso Z-102 baute.

#### Fbg par Hermès

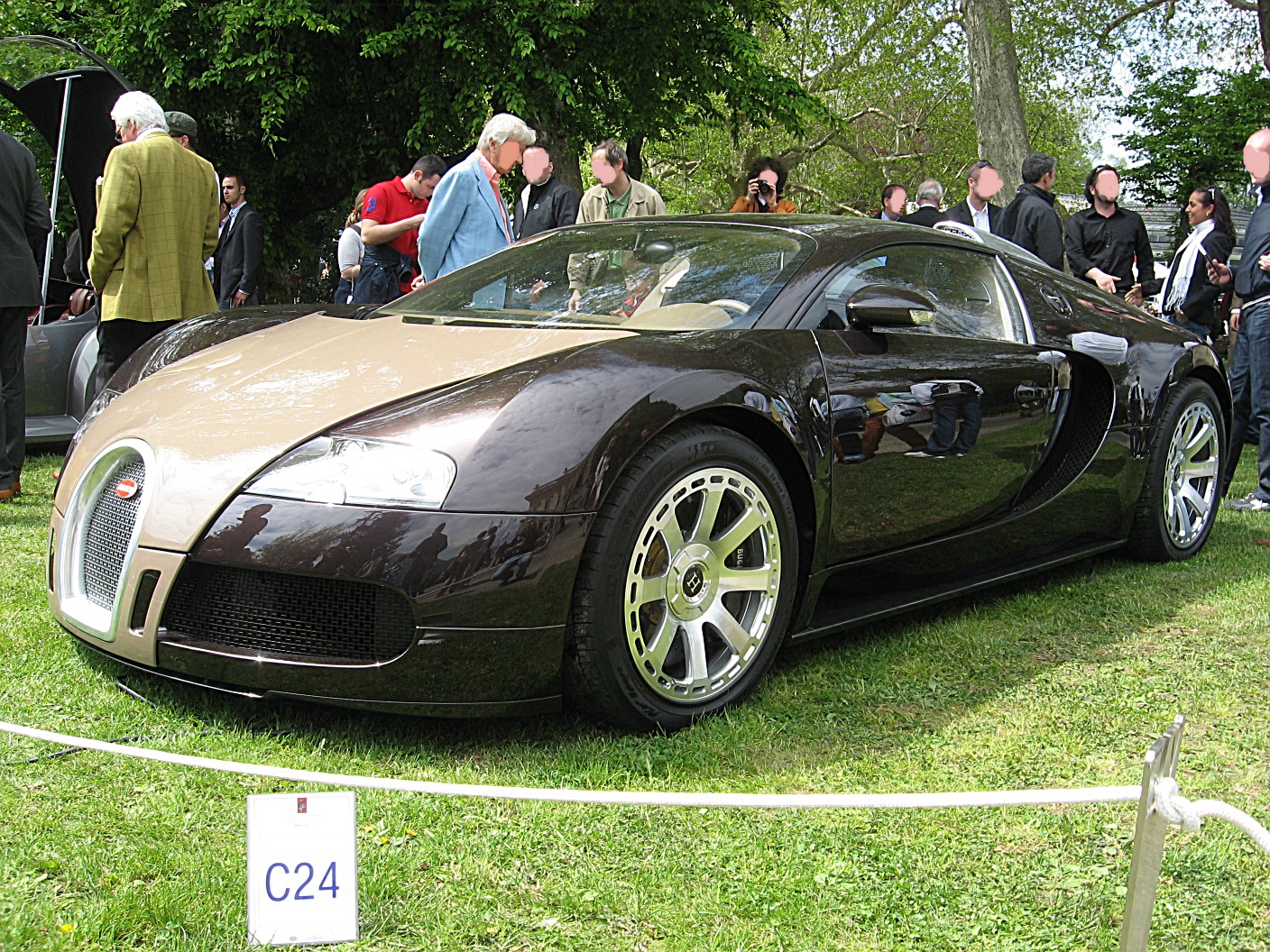
Veyron Fbg par Hermés

Auf dem Autosalon in Genf wurde 2007 der Veyron Fbg par Hermès vorgestellt. Er entstand in Zusammenarbeit mit dem französischen Lederwarenhersteller Hermès. Neben der speziellen Innenausstattung in Sonderleder wurde der Kühlergrill modifiziert und neue Räder mit Zentralverschluss verwendet. Ein Kofferset wird mitgeliefert.

#### Bleu Centenaire

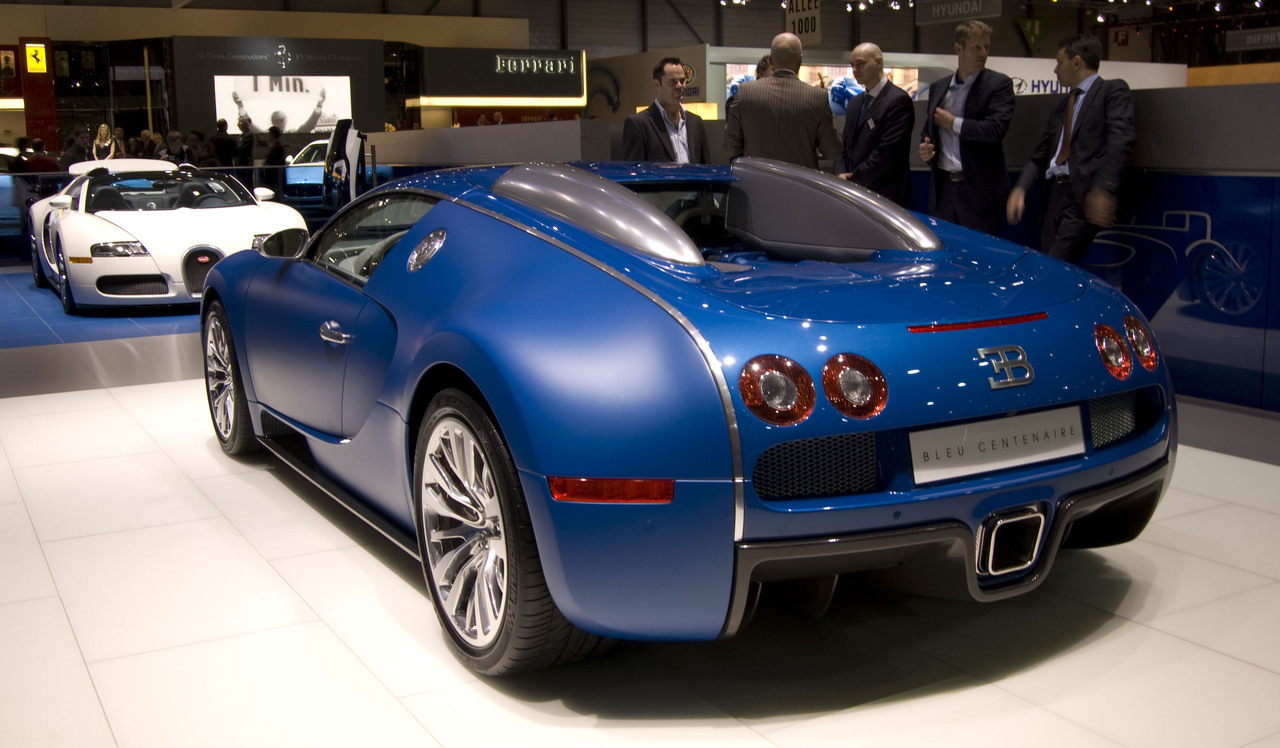
Bugatti Veyron Bleu Centenaire

Im März 2009 stellte Bugatti den Veyron Bleu Centenaire, ein einzigartiges Jubiläumsmodell zum 100. Geburtstag der Marke Bugatti, auf dem Genfer Auto-Salon vor. Der Bleu Centenaire ist, wie der Name vermuten lässt, ganz in Blau gehalten. Dabei wurde aber trotzdem Acht auf das für den Veyron typische, zweifarbige Design gegeben, indem man die Hausfarbe Blau zum Teil matt und zum Teil glänzend auf das Fahrzeug lackierte. Selbst die von außen sichtbaren Teile des Motors wurden größtenteils blau lackiert. Einzig und allein die großen Lufteinlässe und zwei schmale Streifen aus hochglanzpoliertem Aluminium blieben von der Farbe verschont.

#### L’Edition Centenaire

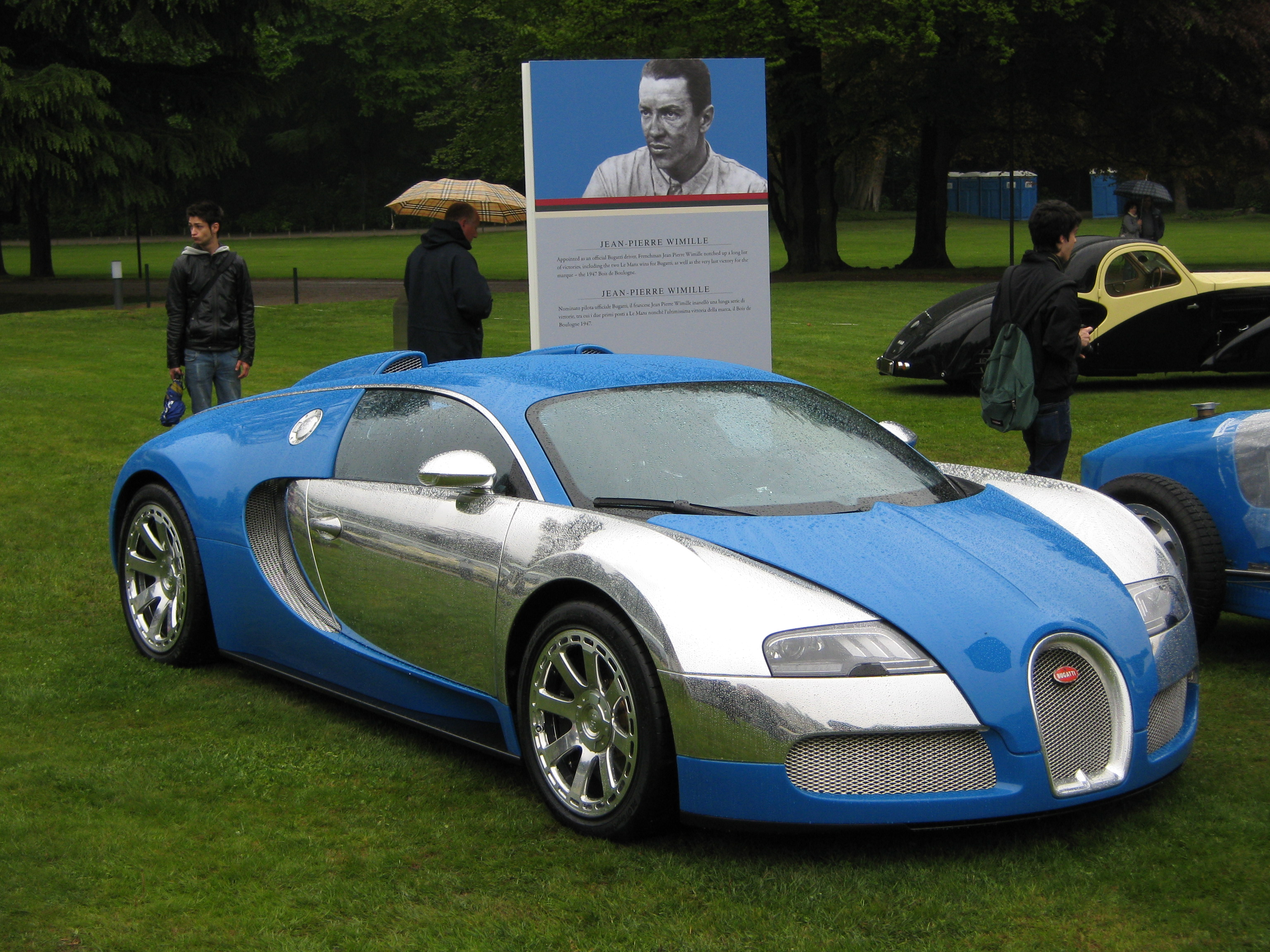
Bugatti Veyron Edition Centenaire (Wimille)

Auf dem Concorso d’Eleganza Villa d’Este im gleichen Jahr wurden vier weitere Sondermodelle zum Firmenjubiläum vorgestellt. Die vier angefertigten Bugatti Veyron Edition Centenaire sind eine Huldigung an die goldene Zeit des Motorsports; das frühe 20. Jahrhundert. Sie sollen an den historischen Rennwagen Bugatti Type 35 erinnern. Jede der vier verfügbaren Farbkombinationen symbolisiert jeweils eine der großen europäischen Motorsport-Nationen der 1920er- und 1930er-Jahre.
Die Rennfahrer, von denen die Edition-Centenaire-Modelle inspiriert wurden, sind:
- Jean-Pierre Wimille aus Frankreich (blau-silberne Lackierung)
- Achille Varzi aus Italien (rot-silberne Lackierung)
- Malcolm Campbell aus dem Vereinigten Königreich (grün-silberne Lackierung)
- Hermann Prinz zu Leiningen aus Deutschland (beige-silberne Lackierung)

Weitere Besonderheiten sind die Zentralverschlussräder (wie bei Veyron Fbg par Hermès).

#### Sang d’Argent
Dieses Einzelstück wurde 2009 auf der Dubai Motor Show vorgestellt. Das vom Pur Sang inspirierte, zweifarbige Design aus mattsilbernem Lack und hochglanzpoliertem Aluminium erinnert stark an eines der Edition Centenaire Fahrzeuge. Der Veyron Sang d’Argent wurde für 2,1 Millionen US-Dollar verkauft. Sang d’Argent ist Französisch und bedeutet „silbernes Blut“.

#### Nocturne
Ebenfalls auf der Dubai Motor Show 2009 vorgestellt wurde der Nocturne (deutsch: Nacht), die letzte Sonderedition des „normalen“ Veyron. Dieses Fahrzeug ist aufgrund seiner galvanisierten Seiten einzigartig. Das wohl wichtigste Merkmal des Nocturne ist die Linie aus hochglanzpoliertem Aluminium, welche an der Front des Wagens beginnt und sich bis zu den hinteren Kotflügeln über das Auto zieht. Die restliche Karosserie ist in einem einfachen Schwarz gehalten. Im Inneren wird er durch ein dunkles Magnesium-Armaturenbrett und eine galvanisierte Platin-Mittelkonsole geziert. Es existieren nur fünf Exemplare des Veyron Nocturne, wovon alle für 2,4 Millionen US-Dollar in den Nahen Osten verkauft wurden.

#### Sang Noir

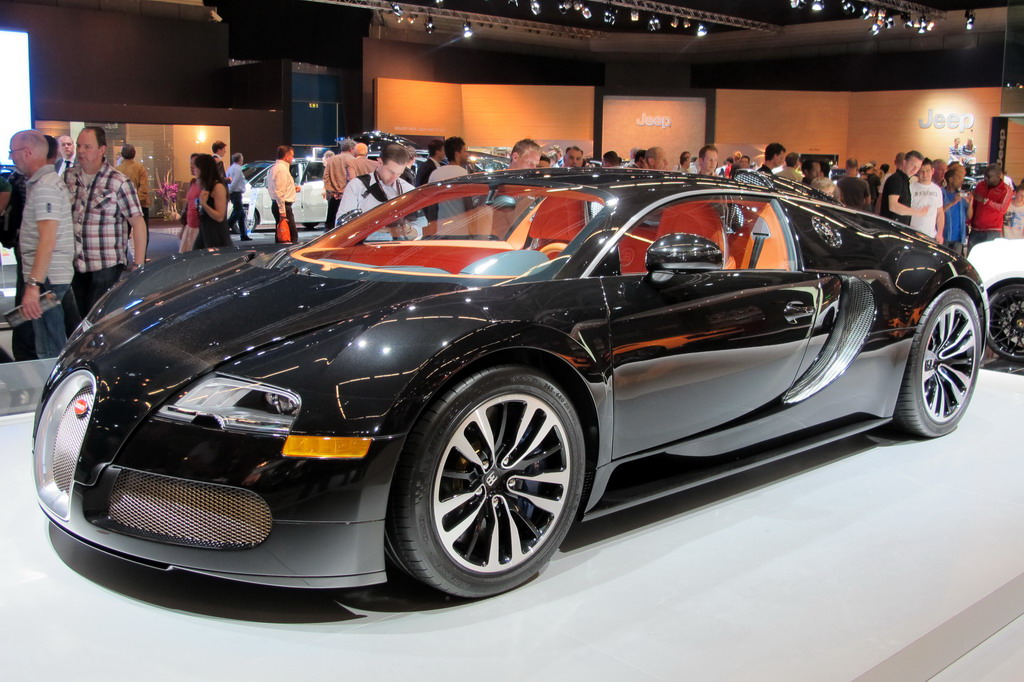
Veyron Sang Noir

Der Sang Noir (deutsch: schwarzes Blut) ist eine limitierte Serie von 15 Einheiten, allesamt in schwarzer Karosserielackierung und hellorangem Interieur.
Im Jahre 2012 stellte der Fahrzeugveredler Gemballa Automobiltechnik der Öffentlichkeit einen Veyron Sang Noir vor, welcher eine blaue Folierung mit weißen, im Dunkeln leuchtenden Blitzen erhielt. Dieser Wagen wurde von Gemballa als Werbefahrzeug genutzt und unter anderem beim ADAC Masters Weekend in der Motorsport Arena Oschersleben zur Schau gestellt.

### Grand Sport
Seit März 2009 gibt es den Grand Sport, einen Roadster, für 1,4 Millionen Euro (ohne Mwst.) zu kaufen. Die Höchstgeschwindigkeit von über 400 km/h erreicht der Roadster nur, wenn das Polycarbonat-Dachelement eingesetzt ist, mit offenem Dach ist die Geschwindigkeit auf 360 km/h begrenzt. Da das Dachelement jedoch nicht im Kofferraum verstaut werden kann, verfügt der Grand Sport über ein mitführbares Stoff-Notverdeck; mit diesem ist die Geschwindigkeit auf 130 km/h begrenzt.

#### Sang Bleu
Der Veyron Sang Bleu (deutsch: blaues Blut) verfügt über ein zweifarbiges Design, bestehend aus blauem Karbon und poliertem Aluminium. Die Räder sind die gleichen wie beim „normalen“ Grand Sport. Der einzige Unterschied ist, dass die Räder des Sang Bleu ebenfalls zweifarbig, nämlich in „Midnight Blue“ mit Diamond Cut, gestaltet sind.

#### Soleil de Nuit
Exklusiv für den Nahen Osten gebaut, wurde der Veyron Soleil de Nuit (deutsch: Sonne der Nacht) auf der Dubai Motor Show 2009 vorgestellt. Er kombiniert eine blau/schwarze Metallic-Lackierung mit Akzenten aus poliertem Aluminium. Das Interieur ist Orange gehalten. Er wurde für 2,27 Millionen US-Dollar verkauft.

#### Grey Carbon
Der Grey Carbon wurde der Öffentlichkeit erstmals auf dem Genfer Auto-Salon 2010 präsentiert. Das Exterieur ist in Metallic-Dunkelgrau lackiertem Sichtkarbon in Kombination mit hochglanzpolierten Aluminium-Zierleisten gehalten. Es existiert nur ein einziger Grand Sport Grey Carbon.

#### Royal Dark Blue
Genau wie der Grey Carbon wurde der Grand Sport Royal Dark Blue als Ausstellungsfahrzeug auf dem Genfer Auto-Salon 2010 benutzt. Die Haube und der Heckbereich des Fahrzeugs sind in der Farbe „Royal Dark Blue“ lackiert, woraus sich der Name dieses Unikats ableitet. Der Rest des Wagens ist in dem Weißton „Arctic White“ gehalten. Das einzige Exemplar des Royal Dark Blue wurde für 1,75 Millionen € verkauft.

#### Sang Blanc
Dieses Fahrzeug wurde auf Anfrage eines britischen Kunden entworfen. Es ist matt-perlmuttweiß lackiert und verfügt über einen schwarzen Kühlergrill, einen schwarzen Auspuff, eine schwarze Motorabdeckung und ein schwarzes Interieur. 2011 verkaufte Tom Hartley, ein Luxus- und Sportwagenhändler aus Derbyshire, den Sang Blanc mit nur 448 gefahrenen Meilen (circa 716 Kilometer) für 1,25 Millionen Pfund. Am 25. August 2012 wurde derselbe Wagen in einen Unfall nahe dem französischen Mandelieu-la-Napoule involviert. Dabei wurden allerdings lediglich der vordere rechte Kotflügel und der rechte Scheinwerfer beschädigt.

#### Matte White
Der Matte White ist eine Sonderedition, welche zum ersten Mal 2011 auf der Shanghai Auto Show gezeigt wurde. Wie der Name schon vermuten lässt, ist das Exterieur zum größten Teil mattweiß lackiert. Der Rest ist in blau lackiertem Sichtkarbon gehalten. Das Interieur ist ebenfalls blau. Der Grand Sport Matte White wurde kurz nach seiner Vorstellung verkauft.

#### L’Or Blanc

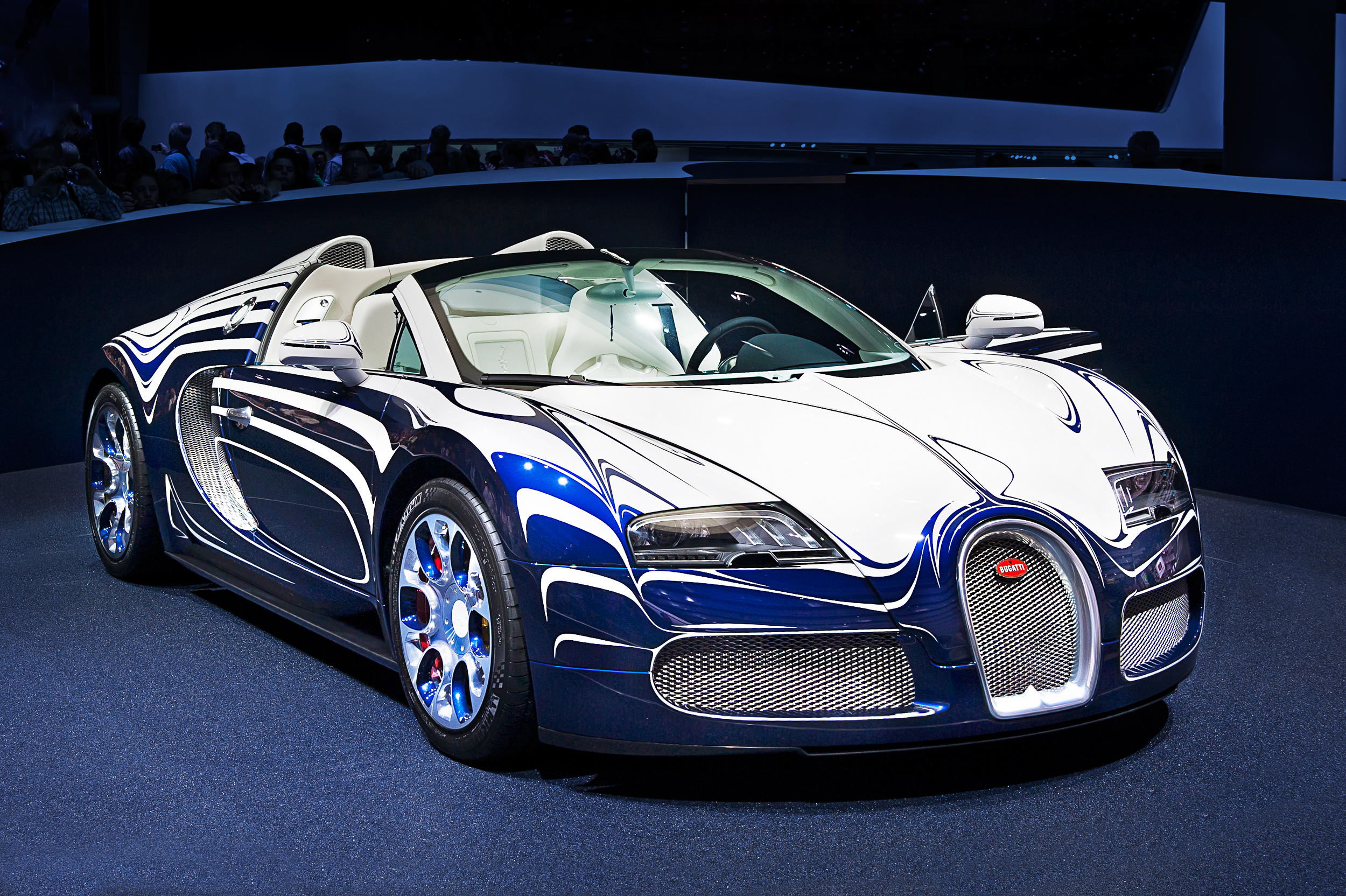
Veyron L’Or Blanc auf der IAA 2011

2011 stellte Bugatti auf der IAA in Frankfurt ihren in Zusammenarbeit mit der Königlichen Porzellan-Manufaktur Berlin kreierten Veyron vor: den L’Or Blanc (deutsch: weißes Gold). Das einzigartige an dieser Sonderedition ist, dass sowohl das Exterieur als auch das Interieur Elemente aus blau-weiß gemustertem Porzellan enthalten. Der Grand Sport L’Or Blanc war 2012 über einige Wochen hinweg vor einem Pariser Hotel geparkt.

#### Red Edition

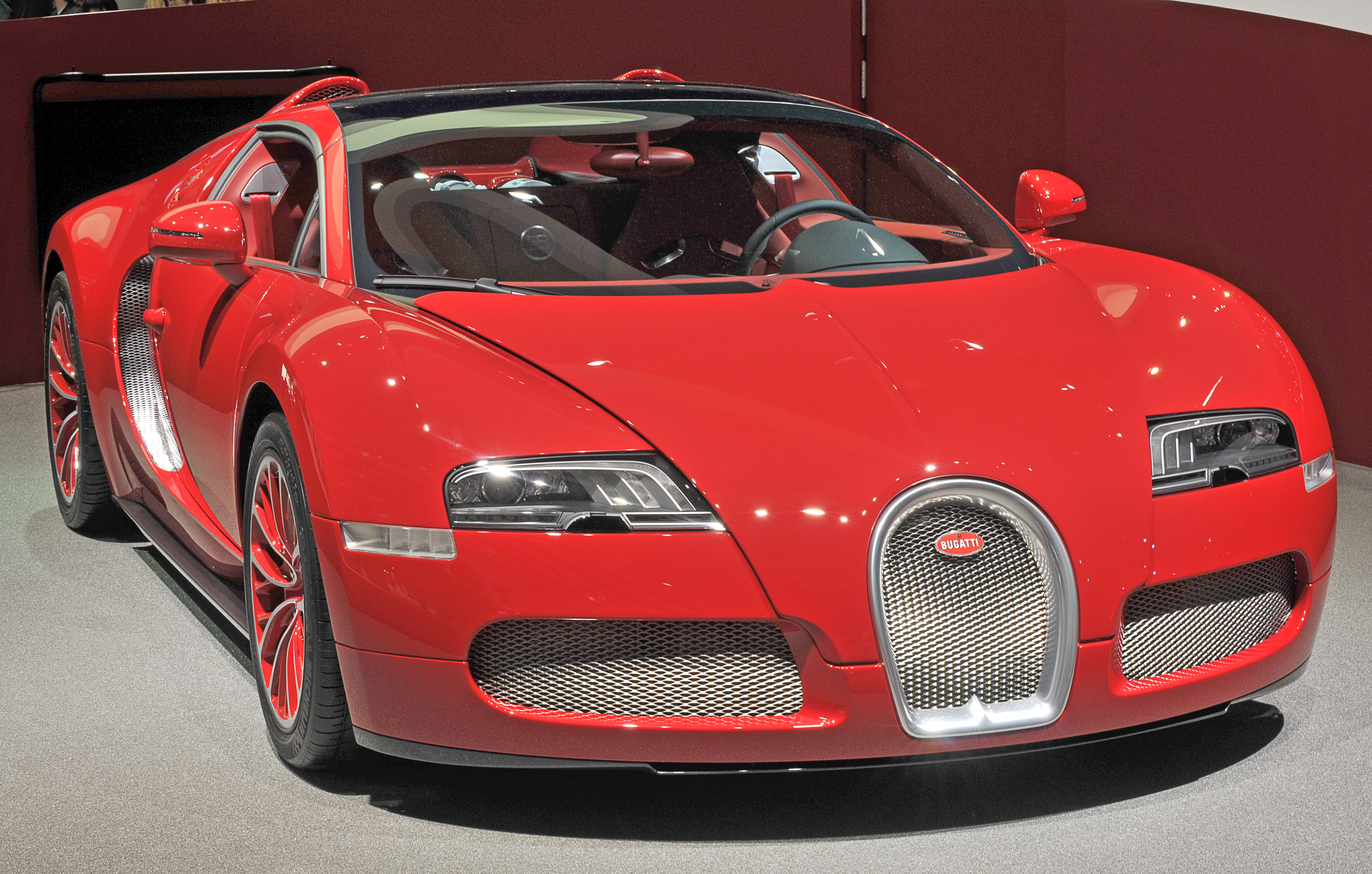
Bugatti Veyron Grand Sport Red Edition

Ebenfalls auf der 2011er Internationalen Automobil-Ausstellung vorgestellt wurde der Veyron Red Edition, eine komplett rot lackierte Sonderedition des Grand Sport. Gerüchten zufolge brachte Bugatti diesen Wagen zur IAA, um den enttäuschend laufenden Verkauf des Grand Sport anzukurbeln.

#### Blanc Noir

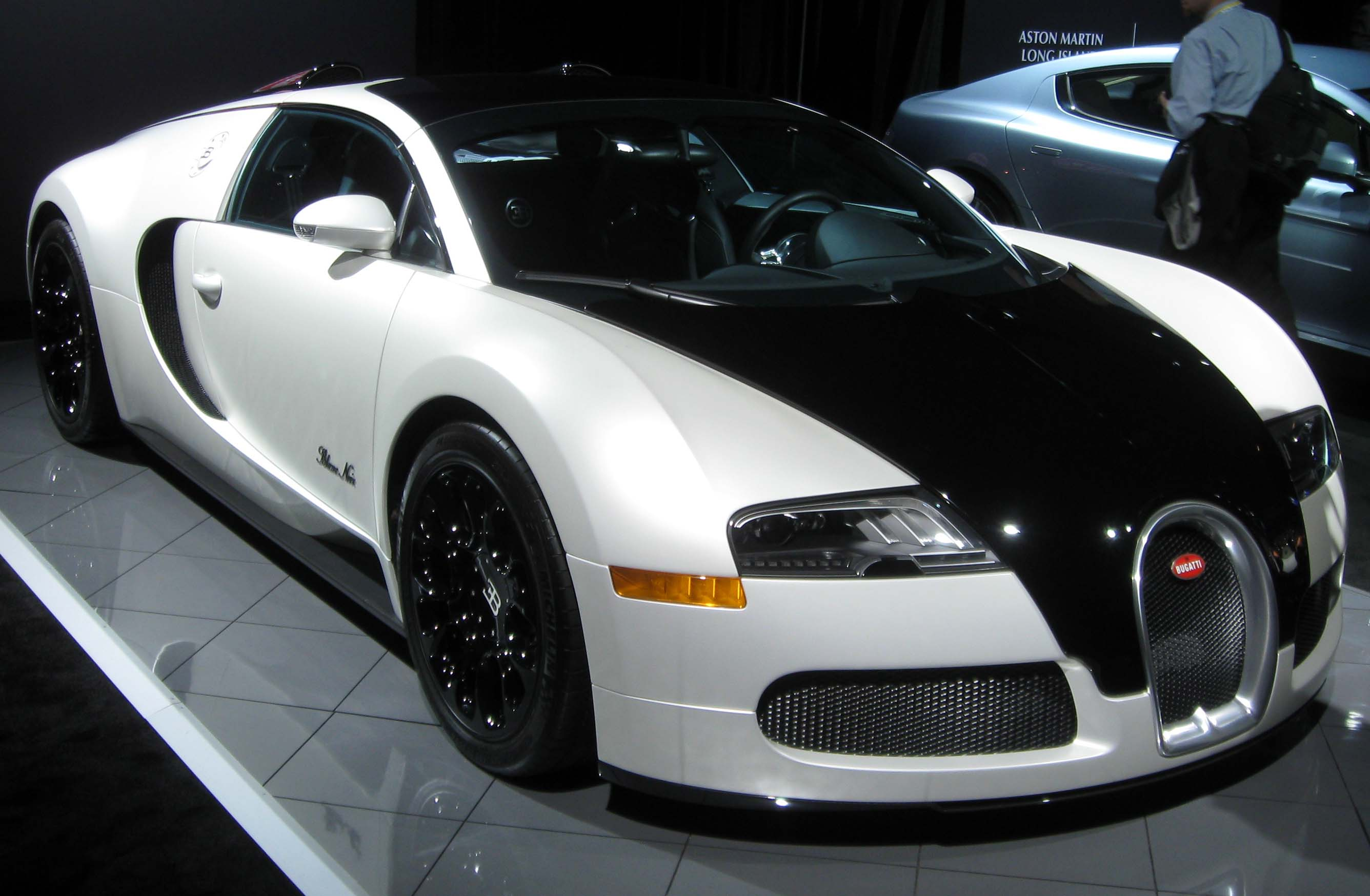
Veyron Blanc Noir

Das Einzelstück Blanc Noir wurde auf der New York International Auto Show 2012 vorgestellt und nach Kalifornien verkauft. Besonderheit ist hier, wie der Name andeutet, das schwarz-weiße Exterieur. Fronthaube, Dach, Lufthutzen und sichtbare Metallteile sind schwarz, der Rest matt-weiß gehalten.

### Super Sport

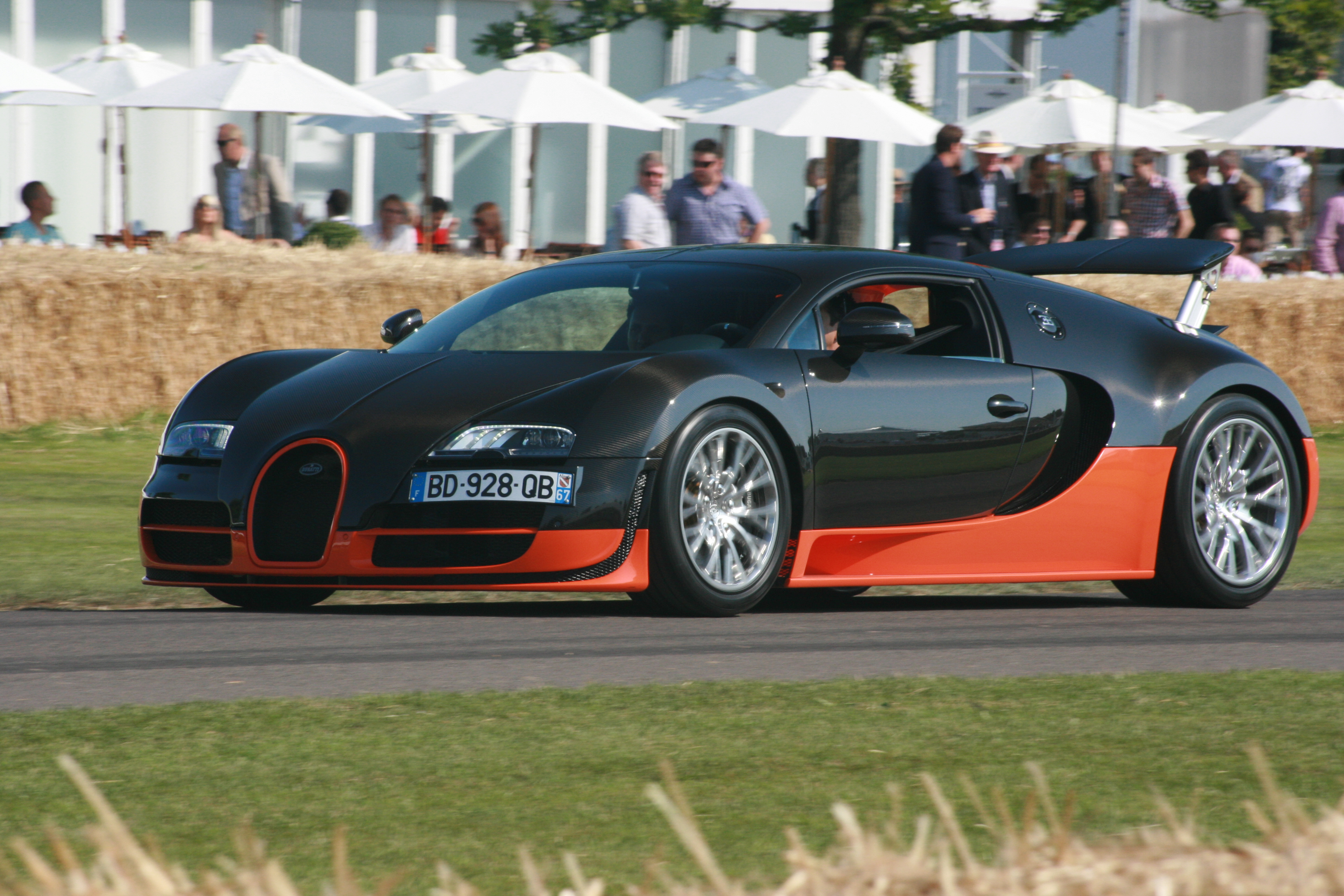
Bugatti Veyron 16.4 Super Sport World Record Edition

Im Juli 2010 wurde diese Weiterentwicklung auf dem VW-Prüfgelände Ehra-Lessien getestet. Bei zwei Fahrten (427,9 km/h und 434,2 km/h) wurde eine Durchschnittshöchstgeschwindigkeit von 431,1 km/h ermittelt. Damit erhält er einen Eintrag ins Guinness-Buch der Rekorde als schnellstes Serienfahrzeug der Welt. Durch überarbeitete größere Turbolader und Ladeluftkühler wird eine Leistung von 1.200 PS (882 kW), ein maximales Drehmoment von 1500 Newtonmeter und eine (zum Schutz der Reifen elektronisch abgeregelte) Spitzengeschwindigkeit von 415 km/h erreicht. Dem Publikum wurde das neue Modell erstmals Mitte August auf diversen Veranstaltungen in Kalifornien vorgestellt. Seit September 2010 wird er gemeinsam mit dem Grand Sport und dem Veyron in Molsheim produziert. Der Veyron Super Sport kostet in der Basisversion 1,65 Millionen Euro. Die komplett in Sichtkarbon hergestellte Version kostet 1,85 Millionen Euro und die auf fünf Fahrzeuge limitierte schwarz-orange Sonderversion liegt bei 1,95 Millionen Euro.

#### World Record Edition
Die ersten fünf Fahrzeuge – die sogenannte Weltrekord-Edition – waren Anfang Juli 2010 bereits verkauft. Merkmale der Weltrekord-Edition sind die exklusive Zweifarben-Lackierung (schwarzes Sichtcarbon und Arancio Orange) und im Kühlergrill statt eines roten ein schwarzes Bugatti-Logo mit Lettern aus Sterling-Silber.

#### Black Carbon
2011 in Shanghai vorgestellt, ist der Super Sport Black Carbon eines der wenigen Sondermodelle des Veyron, bei denen auf das typische Zweifarb-Schema der Karosserie verzichtet wurde. Das komplette Äußere ist in schwarz lackiertem Sichtkarbon gehalten. Lediglich eine silberne Linie zieht sich einmal um das Auto. Das Interieur ist mit schwarzem und beige Leder ausgestattet. Verkauft wurde dieses Unikat in den chinesischen Raum.

#### Edition Merveilleux
Die Edition Merveilleux (deutsch: wunderbare Edition) ist ein Einzelstück auf Basis des Super Sport. In Auftrag gegeben wurde diese Sonderversion von einem chinesischen Kunden, welcher sich den Wagen selbst zum Geburtstag schenkte. Die Karosserie ist in unlackiertem Sichtkarbon, die Räder in Schwarz mit silbernen Details gehalten. Das Interieur hingegen wurde in einem hellen Blau konfiguriert.

#### Le Saphir Bleu
Der auf dem Veyron Super Sport basierende Le Saphir Bleu (deutsch: der blaue Saphir) ist eine der aktuellsten Sonderausführungen des Bugatti Veyron. Das Exterieur ähnelt dem des L’or Blanc, wobei der Saphir Bleu über hellblaue anstatt weiße Verzierungen verfügt. Es handelt sich vermutlich um ein Einzelstück, eine offizielle Bestätigung seitens Bugatti steht jedoch noch aus.

### Grand Sport Vitesse

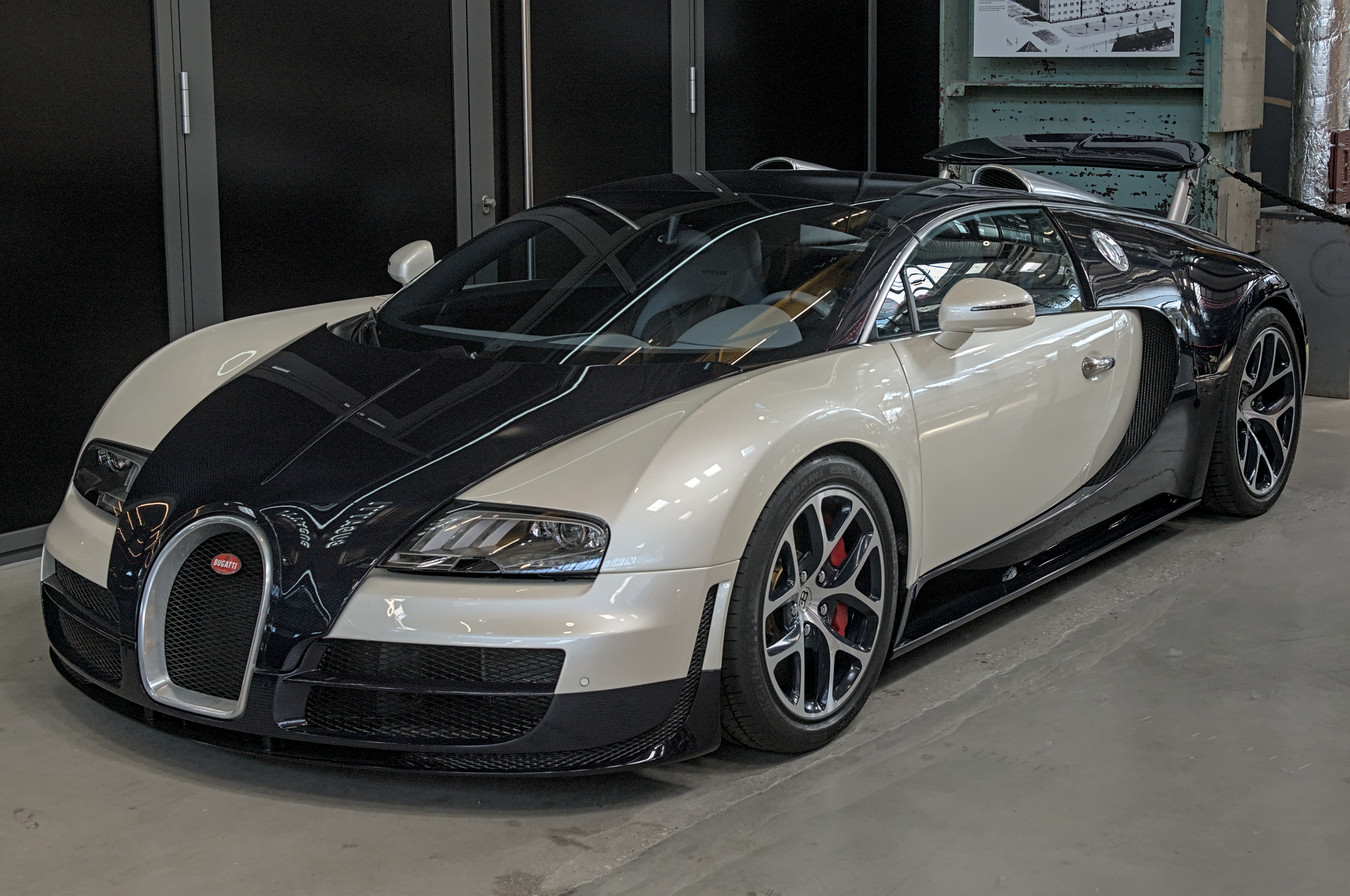
Bugatti Veyron Grand Sport Vitesse

Mit dem Grand Sport Vitesse stellte Bugatti im Jahre 2012 die letzte der insgesamt vier Modellvarianten des Veyron vor. Der Vitesse verbindet den leistungsgesteigerten Motor und die überarbeitete Karosserie des Super Sport mit dem offenen Dach des Grand Sport, was ihn mit einer Maximalgeschwindigkeit von elektronisch abgeregelten 375 km/h (410 km/h ohne Begrenzer) zum schnellsten Cabriolet der Welt macht. Das Pressefahrzeug, zweifarbig in Hellblau und dunkelblau lackiertem Sichtkarbon gestaltet, wurde noch im Jahr seiner Veröffentlichung auf eine Promotion-Tour durch Europa geschickt. Somit war dieser Vitesse unter anderem bei Events wie der Chelsea Auto Legends, der Schloss Bensberg Classics oder dem Zoute Grand Prix zu sehen.

#### World Record Car Edition
Acht Modelle können auch mit offenem Dach schneller als 400 km/h gefahren werden. Mit TÜV-bestätigten 408,84 km/h wurde 2013 ein Geschwindigkeitsrekord für offene Sportwagen aufgestellt.

#### Black and Red
Zur Premiere des Vitesse stellte Bugatti auf der Peking Motor Show 2012 zwei Sondermodelle vor. Eines der beiden war der Vitesse Black and Red. Dieser ist, wie sein Name erahnen lässt, in einer schwarz-roten Karosserie in Kombination mit roten Rädern und einem roten Interieur konfiguriert.

#### Quail Special Edition
Das zweite auf dem Vitesse basierende Einzelstück ist die Quail Special Edition. Dieses Unikat wurde ebenfalls 2012 vorgestellt und verfügt über eine zweifarbige Lackierung, bestehend aus weißem und hellblauem Lack, welche an den Bugatti Type 37A aus dem Jahre 1928 erinnern soll. Die Technik blieb gegenüber dem normalen Vitesse unverändert.

#### Rafale
Pünktlich zum Debüt des Vitesse in Südamerika präsentierte Bugatti den Grand Sport Vitesse Rafale. Die Karosserie ist in der Farbe Gris Rafale lackiert und verfügt über Designelemente in blauem Sichtkarbon.

#### Les Légendes
Die Fahrzeuge sind nach berühmten Personen und Fahrzeugen der Bugatti-Renngeschichte benannt. Die Unterschrift des jeweiligen Namenspatrons findet sich sowohl außen auf den Fahrzeugen (als Gravur auf dem Tankdeckel), wie auch im Innenraum. Die Modelle werden zwischen 2013 und 2014 einzeln präsentiert. Jedes der sechs Modelle wurde nur je dreimal gebaut.

##### Jean-Pierre Wimille
Das Exterieur des Vitesse ist in blauem Sicht-Carbon und einem hellen Wimille Bleu gehalten. Das Fahrzeug wurde auf dem Pebble Beach Concours d’Elegance präsentiert.

##### Jean Bugatti

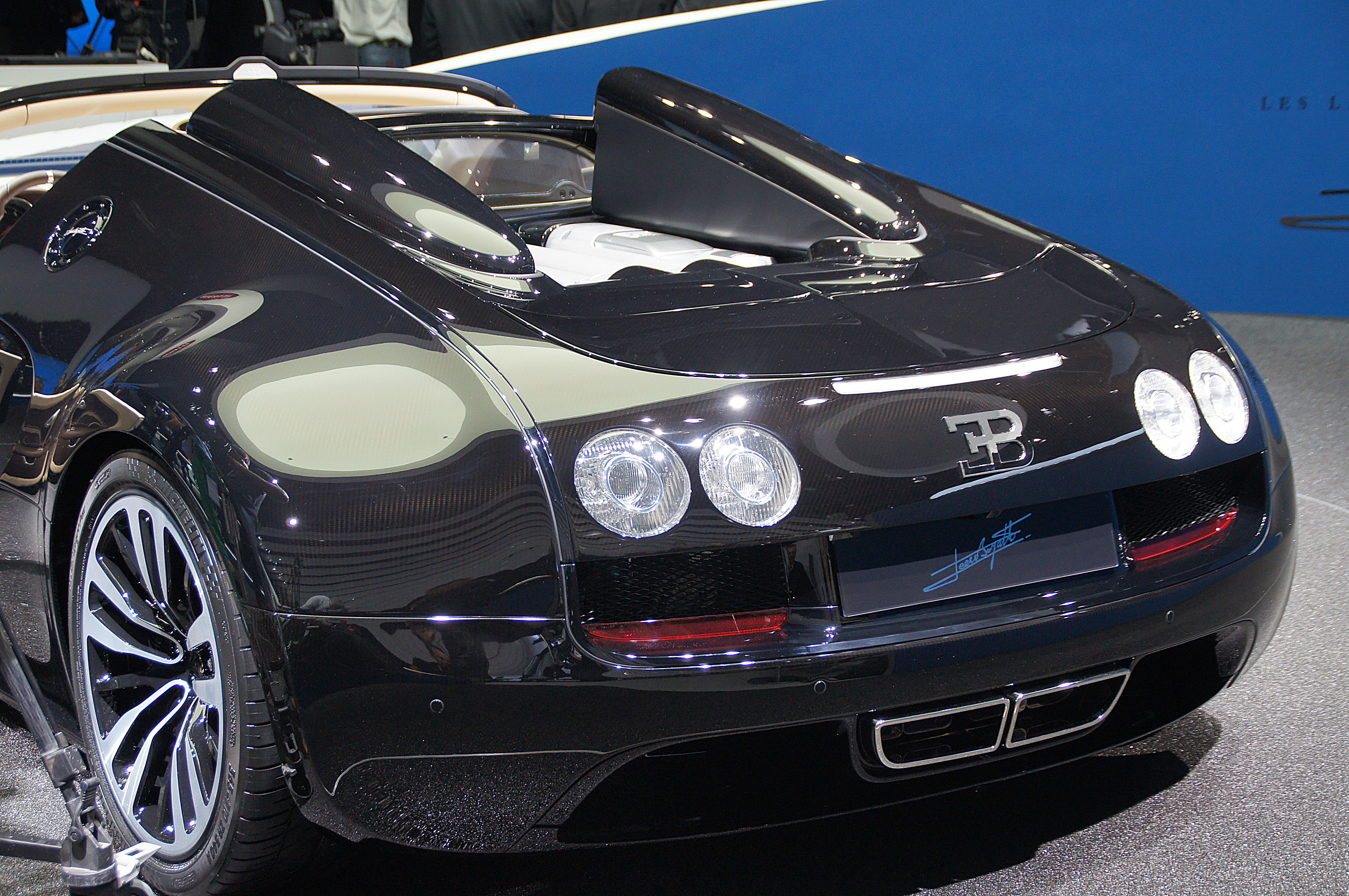
Bugatti Veyron 16.4 Grand Sport Vitesse, Edition Jean-Bugatti, IAA 2013

Das zweite Fahrzeug der sechsteiligen Edition ehrt Jean Bugatti, Sohn des Unternehmensgründers und Schöpfer des Bugatti Type 57 SC Atlantic. Das Fahrzeug ist ganz in schwarz gehalten und wurde auf der IAA 2013 vorgestellt.

##### Meo Costantini
Mit dem dritten Modell der Serie ehrt Bugatti den Schöpfer des Bugatti Type 35 Bartolomeo Costantini. Dieses Modell ist hellblau und chromsilber und auf drei Exemplare limitiert. Premiere war auf der Dubai Motor Show 2013.

##### Rembrandt Bugatti
Die Farb- und Materialwahl der Karosserie entspricht den Bronzeskulpturen (verschiedene Brauntöne) des jüngeren Bruders von Ettore Bugatti, des Bildhauers Rembrandt Bugatti (1884–1916), welcher für seine Tierfiguren bekannt war.

##### Black Bess
Die fünfte der Bugatti-Legenden feiert auf der Auto China 2014 in Peking Premiere. Wie auch bei den anderen Legenden-Modellen ist der Veyron 16.4 Grand Sport Vitesse Grundlage für die Sonderausgabe. Die schwarzlackierte CfK-Karosserie zieren Akzente aus 24-karätigem Gold – eine Adaption des historischen Vorbilds, nach dem das Legendenmodell Black Bess benannt ist. Der Bugatti Type 18 galt in den Jahren vor dem Ersten Weltkrieg als der schnellste Straßensupersportwagen. Den Spitznamen „Black Bess“ verdankte er einem englischen Rennpferd.

##### Ettore Bugatti
Die sechste und letzte Ausgabe der Legendenserie ist mit drei Fahrzeugen dem Firmengründer Ettore Bugatti gewidmet. Im vorderen Bereich inklusive Türen kommt Sichtaluminium zum Einsatz, während das Heck und die Schweller in blauem Sichtkarbon ausgeführt sind.

## Technische Daten
| Technische Daten                                          | Standard                               | Super Sport                            |
| Motor und Getriebe                                        | Motor und Getriebe                     | Motor und Getriebe                     |
| --------------------------------------------------------- | -------------------------------------- | -------------------------------------- |
| Arbeitsverfahren                                          | Viertakt                               | Viertakt                               |
| Motorart                                                  | Ottomotor                              | Ottomotor                              |
| Motorbauart                                               | W16-Motor                              | W16-Motor                              |
| Hubraum                                                   | 7993 cm³                               | 7993 cm³                               |
| Bohrung × Hub                                             | 86,00 mm × 86,05 mm                    | 86,00 mm × 86,05 mm                    |
| Zylinderbankwinkel innerhalb VR-Blöcke                    | 15°                                    | 15°                                    |
| Zylinderbankwinkel zwischen gegenüberliegenden VR-Blöcken | 90°                                    | 90°                                    |
| Zylinderabstand                                           | 73 mm                                  | 73 mm                                  |
| Max. Leistung bei 1/min                                   | 736 kW (1001 PS) bei 6000              | 883 kW (1200 PS) bei 6400              |
| Max. Drehmoment bei 1/min                                 | 1250 Nm von 2200 bis 5500              | 1500 Nm von 3000 bis 5000              |
| Max. effektiver Mitteldruck                               | 19,7 bar                               | 23,6 bar                               |
| Verdichtung                                               | 9,0 : 1                                | 9,0 : 1                                |
| Zündfolge                                                 | 1-14-9-4-7-12-15-6-13-8-3-16-11-2-5-10 | 1-14-9-4-7-12-15-6-13-8-3-16-11-2-5-10 |
| Ventile pro Zylinder                                      | 4                                      | 4                                      |
| Ventilsteuerung                                           | 4 Nockenwellen                         | 4 Nockenwellen                         |
| Nockenwellenantrieb                                       | Kettentrieb                            | Kettentrieb                            |
| Motoraufladung                                            | 4 Abgasturbolader mit Ladeluftkühlung  | 4 Abgasturbolader mit Ladeluftkühlung  |
| Getriebe                                                  | 7-Gang-Doppelkupplungsgetriebe (1)     | 7-Gang-Doppelkupplungsgetriebe (1)     |
| Antriebsart                                               | Allradantrieb                          | Allradantrieb                          |
| Vorderachsdifferential                                    | mit Haldex-Kupplung                    | mit Haldex-Kupplung                    |
| Hinterachsendifferential                                  | mit Quersperre                         | mit Quersperre                         |
| Fahrwerk und Bremsen                                      |                                        |                                        |
| Radaufhängung vorne und hinten                            | Doppelquerlenker                       | Doppelquerlenker                       |
| Reifen Vorderachse                                        | 265-680 ZR 500A (99Y) PAX-System       | 265-680 ZR 500A (99Y) PAX-System       |
| Reifen Hinterachse                                        | 365-710 ZR 540A (108Y) PAX-System      | 365-710 ZR 540A (108Y) PAX-System      |
| Reifendruck rundum                                        | 3,0 bar                                | 3,0 bar                                |
| Bremsenbauart rundum                                      | Keramik-Bremsscheiben                  | Keramik-Bremsscheiben                  |
| Bremsscheiben-ø vorne                                     | 400 mm                                 | 400 mm                                 |
| Bremsscheiben-ø hinten                                    | 380 mm                                 | 380 mm                                 |
| Anzahl Reibbeläge pro Bremse vorn                         | 4                                      | 4                                      |
| Anzahl Reibbeläge pro Bremse hinten                       | 2                                      | 2                                      |
| Anzahl Bremskolben pro Bremssattel vorn                   | 8                                      | 8                                      |
| Anzahl Bremskolben pro Bremssattel hinten                 | 6                                      | 6                                      |
| Fahrzeugmaße und Geschwindigkeit                          |                                        |                                        |
| Länge × Breite × Höhe                                     | 4462 mm × 1998 mm × 1204 mm (2)        | 4462 mm × 1998 mm × 1204 mm (2)        |
| Radstand                                                  | 2710 mm                                | 2710 mm                                |
| Leergewicht                                               | 1888 kg                                | 1888 kg                                |
| Max zulässiges Gesamtgewicht                              | 2200 kg                                | 2200 kg                                |
| Tankkapazität                                             | 100 Liter                              | 100 Liter                              |
| Höchstgeschwindigkeit                                     | 407 km/h                               | 431,072 km/h (3)                       |
| Beschleunigung                                            |                                        |                                        |
| 0–100 km/h                                                | 2,5 s                                  | 2,5 s                                  |
| 0–200 km/h                                                | 7,3 s                                  | 6,7 s                                  |
| 0–300 km/h                                                | 16,7 s                                 | 14,6 s                                 |
| 0–400 km/h                                                | 55,6 s                                 | 50,0 s                                 |
| Bremsweg                                                  |                                        |                                        |
| 100–0 km/h                                                | 31,4 m                                 | 31,4 m                                 |
| 200–0 km/h                                                | 126 m                                  | 126 m                                  |
| 300–0 km/h                                                | 283 m                                  | 283 m                                  |
| 400–0 km/h                                                | 540 m                                  | 540 m                                  |
| Kraftstoffverbrauch Super Plus bleifrei 98 RON/ROZ        |                                        |                                        |
| Innerorts                                                 | 40,4 l pro 100 km                      | 37,2 l pro 100 km                      |
| Außerorts                                                 | 14,7 l pro 100 km                      | 14,9 l pro 100 km                      |
| kombiniert                                                | 24,1 l pro 100 km                      | 23,1 l pro 100 km                      |
| CO2-Emission                                              |                                        |                                        |
| Innerorts                                                 | 960 g/km                               | 867 g/km                               |
| Außerorts                                                 | 350 g/km                               | 359 g/km                               |
| Kombiniert                                                | 574 g/km                               | 539 g/km                               |

| Fahrwerkshöhen vorne   | Fahrwerkshöhen vorne                |
| ---------------------- | ----------------------------------- |
| Standard (1)           | 125 mm                              |
| Handling (2)           | 80 mm                               |
| Topspeed (3)           | 65 mm                               |
| Fahrwerkshöhen hinten  |                                     |
| Standard               | 125 mm                              |
| Handling               | 95 mm                               |
| Topspeed               | 70 mm                               |
| cW-Wert                |                                     |
| Standard               | 0,393                               |
| Handling               | 0,417                               |
| Topspeed               | 0,355                               |
| Airbrake               | 0,682                               |
| Flügel-/Spoilerneigung |                                     |
| Standard               | Eingefahren / 2° Cool-down-Position |
| Handling               | 6°/27°                              |
| Topspeed               | 2°                                  |
| Bremsstellung          | 55°/27°                             |
| Besonderheiten         | Zentralhydraulik                    |

Fahrmodi

## Einstufung im französischen Steuer- und Versicherungssystem
Der Wagen ist mit erstaunlichen 118 CV zu versteuern.